# José Alberto Cruz
José Alberto Cruz Romero (Provincia de Cádiz, España, 1992) es una celebridad de Internet, comunicador profesional y político español.

## Biografía

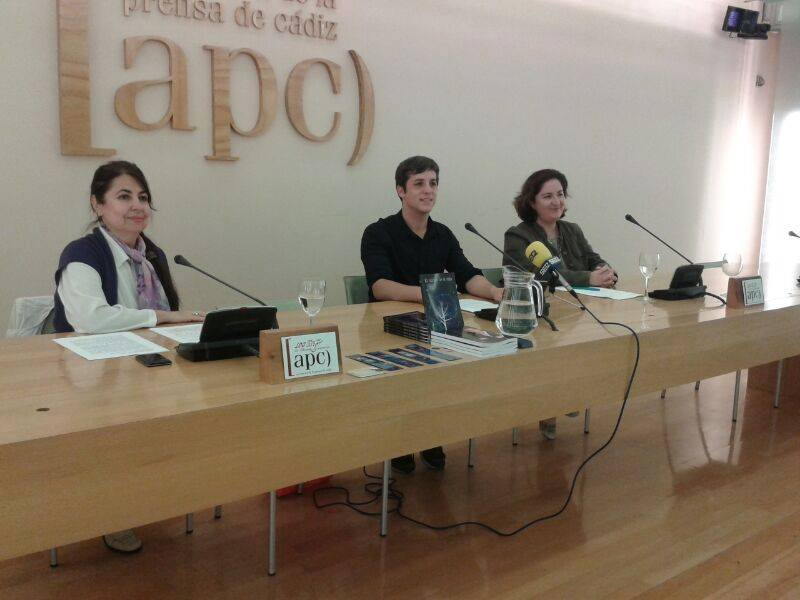
José Alberto Cruz en la sede de la Asociación de la prensa de Cádiz

Licenciado en Comunicación Audiovisual por la Universidad de Sevilla, comenzó como Director del programa EMA RTV EmprenRed, cargo que ocupó desde septiembre de 2010 a julio de 2011, y posteriormente trabajó para la Cadena SER en la provincia de Cádiz, puesto que ocupó desde julio a septiembre de 2013.
Entró en la política como miembro de la Corporación Municipal de Chiclana, comenzando de la mano de José María Román, donde desde 2015 a 2019 fue concejal de juventud, y entre 2019 y 2023, delegado de Juventud y Fiestas. En mayo de 2023, tras el acuerdo de gobierno entre el PSOE e Izquierda Unida, fue nombrado octavo teniente de alcalde, donde también fue responsable de los departamentos de juventud, LGBTI+, salud, bienestar animal y deportes, cargo que ocupó hasta el 11 de mayo de 2025. 
Conocido por acercar la actualidad con un tono cercano y práctico. Con más de 350.000 seguidores en redes entre TikTok e Instagram, apuesta por la tecnología como palanca para mejorar la vida de su comunidad. Ha sido reconocido con varios galardones como el premio a Mejor Educador Digital de España, Roja Directa Andalucía y Transferencia del conocimiento.
Además de su formación en Comunicación Audiovisual, hizo un máster de asesoría laboral, fiscal y contable, curso de periodismo de tribunales y judicial organizado por el Colegio Profesional de Periodistas de Andalucía y un taller sobre identificación de bulos. Muy querido en su municipio por la cercanía que tuvo con la ciudadanía cuando fue concejal del Ayuntamiento durante 10 años. El uso de las redes sociales para ayudar a sus vecinos y la implicación con los colectivos, le llevó a ser uno de los políticos más populares en la historia de la ciudad.
También ha ocupado el cargo de representante municipal de las organizaciones juveniles de Playas, Radio y Festivales, siendo abanderado del congreso andaluz del PSOE-A. Por último, José Alberto Cruz ha escrito varios libros, siendo su primer libro el núcleo de la Vida.

## Reconocimientos
Premio Mejor Educador Digital de España por EduCon por sus acciones en redes sociales para ayudar a la ciudadanía con los trámites y gestiones con la administración.
Premio Roja Directa de Andalucía por sus acciones en materia de igualdad y juventud. 
Premio Transferencia del Conocimiento por la US al programa Emprenred que dirigía desde la universidad.

## Controversias
Cruz recibió un correo con tono homófobo por parte de un miembro de CSIF. Este hecho fue denunciado públicamente y CSIF emitió un comunicado elevando el caso a la comisión de garantías y tomando medidas para que no volviese a ocurrir.